# Horsy Dream
Horsy Dream, född 23 april 2017, är en fransk varmblodig travare, mest känd för att ha segrat i Prix Ténor de Baune (2022), Prix de Belgique (2023), Prix de Sélection (2023), Elitloppet (2024) och Åby World Grand Prix (2024).

## Bakgrund
Horsy Dream är en brun hingst efter Scipion du Goutier och under Bonanza du Closet (efter Prince Gede). Han föddes upp av Jean Marie Deschamps och ägs av Ecurie Du Closet. Han tränas i Frankrike av Pierre Belloche.

## Karriär
Horsy Dream började tävla i augusti 2020 och har till augusti 2024 sprungit in 549 470 euro på 43 starter, varav 20 segrar, 4 andraplatser och 4 tredjeplatser. Han har tagit karriärens hittills största segrar i Prix Ténor de Baune (2022), Prix de Belgique (2023), Prix de Sélection (2023), Elitloppet (2024) och Åby World Grand Prix (2024).

### Sverigebesök
Den 19 mars 2023 blev han den andra hästen att bjudas in till 2023 års upplaga av Elitloppet på Solvalla. Söndagen den 14 maj 2023 kom beskedet att Horsy Dream inte kommer att delta i loppet då hästen var halt när Pierre Belloche tog in honom från hagen.
Horsy Dream blev inbjuden till Elitloppet även året efter, och segrade då  tillsammans med kusken Éric Raffin. Segertiden 1.08,0 var även ett nytt europeiskt rekord. Under 2024 segrade Horsy Dream även i premiärloppet av Åby World Grand Prix på Åbytravet, denna gången med tränaren Pierre Belloche i sulkyn, då Éric Raffin blivit skadad då han sparkats i ansiktet av en häst.